# Comunió completa
Comunió plena o Comunió completa és un terme de l'eclesiologia cristiana per descriure la relació de la comunió de les doctrines essencials entre una comunitat cristiana i les altres o entre una comunitat i els individus. L'Església Catòlica Romana i l'Església Ortodoxa Oriental consideren que la comunió plena unifica les esglésies locals en una sola Església.